# 靈界物語
靈界物語（れいかいものがたり）是「大本」的教祖・出口王仁三郎在大正〜昭和初期口述筆記的物語。和開祖出口直的大本神諭同為教團的兩大根本教典。全81卷83冊。

## 概要
『靈界物語』是全81卷83冊的大長編。根底是以古事記為基礎的日本神話，導入聖經、基督教、佛教、儒教、孟子、伊曼紐·史威登堡、古史古傳等各種思想和宗教觀，舞台遍及神界・靈界・現界和全世界。內容包含宇宙及大地創造的過程、超太古的神政、現代社會的批判諷刺、未來的預言（第二次世界大戰等）、政治的小故事等，多種多樣。登場人物約3,000人，登場者有日本人、外國人、神獸、妖怪等。戰前，曾因安寧秩序紊亂的理由被禁止出版。

## 内容

### 構成
- 靈主體從（第1-12卷/全12冊）：1921年（大正10年）-1922年（大正11年）發行
- 如意寶珠（第13-24卷/全12冊）：1922年（大正11年）-1923年（大正12年）發行
- 海洋萬里（第25-36卷/全12冊）：1923年（大正12年）發行
- 舎身活躍（第37-48卷/全12冊）：1924年（大正13年）發行
- 真善美愛（第49-60卷/全12冊）：1924年（大正13年）-1925年（大正14年）發行
- 山河草木（第61-72卷/全14冊）：1925年（大正14年）-1929年（昭和4年）發行
- 天祥地瑞（第73-81卷/全9冊）：1933年（昭和8年）-1934年（昭和9年）發行

## 脚注
1. ↑  #叙事詩の権能335頁
2. ↑  #叙事詩の権能337頁
3. ↑  #屹立するカリスマ118.160-161頁、#予言と神話76-77頁
4. ↑  #スサノオと王仁三郎248頁、#日本の10大新宗教64頁

## 關連項目
- 叙事詩

## 外部連結
- 霊界物語. 第1巻 (霊主体従 子の巻) （页面存档备份，存于）
- 霊界物語（愛善世界社） （页面存档备份，存于）